# Aksu He
Aksu He (chiń. 阿克苏河, pinyin: Ākèsù Hé) – rzeka w regionie autonomicznym Sinciang, w Chinach, mająca 224 km długości.
Aksu He ma swoje źródła we wschodniej części Kirgistanu, w górach Tienszan, w pobliżu granicy z Chinami. Rzeka płynie najpierw na zachód, następnie na południe, by wpłynąć do rzeki Tarym w Kotlinie Kaszgarskiej. Największym miastem, przez które przepływa Aksu He, jest Aksu, a jej największym dopływem jest Toxkan He. Aksu He jest jedynym stałym dopływem rzeki Tarym, zasilającym tę ostatnią przez cały rok.